# Зириды

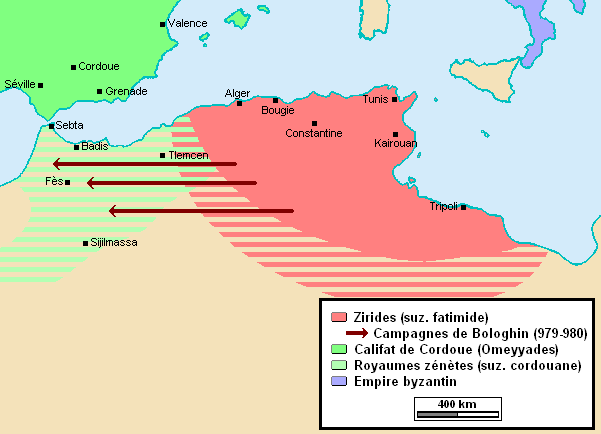
Владения Зиридов в начале XI века

Зириды — средневековая берберская династия, правившая на территории современных государств Туниса и Алжира в 972—1163 годах.

## История династии
Родоначальник династии Зири ибн Манад происходил из берберского племени санхаджи. За помощь, оказанную первым фатимидским халифам Зири ибн Манаду было позволено построить на склонах Джебель-Лахдара крепость Ашир, а позже основать или восстановить ещё три города: Алжир, Милиану и Медею, управление которыми он поручил своему сыну Йусуфу Бологгину.
В 971 году халиф аль-Муизз Лидиниллах назначил Бологгина ибн Зири наместником Ифрикии (Северная Африка), а уже с 972 года Бологгин, формально оставаясь наместником Фатимидов, вёл себя вполне независимо. Столицей государства Зиридов стал священный город Кайруан. В 978 году халиф передал под управление Бологгина ещё и Триполитанию.
Отношения с Фатимидскими повелителями были разными - в 1016 году тысячи шиитов погибли в восстаниях в Ифрикии, а Фатимиды поощряли отступничество Триполитании от Зиридов, но тем не менее отношения оставались тесными. В 1049 году Зириды полностью откололись, приняв суннитский ислам и признав багдадских Аббасидов законными халифами, что было популярно среди городских арабов Кайруана.
Зиридский период Туниса считается высшей точкой в его истории, где процветали сельское хозяйство, промышленность, торговля и образование, как религиозные, так и светские, особенно в их столице Кайруане . Управление этой областью более поздними правителями Зиридов было небрежным, поскольку сельскохозяйственная экономика пришла в упадок, что вызвало рост бандитизма среди сельского населения.

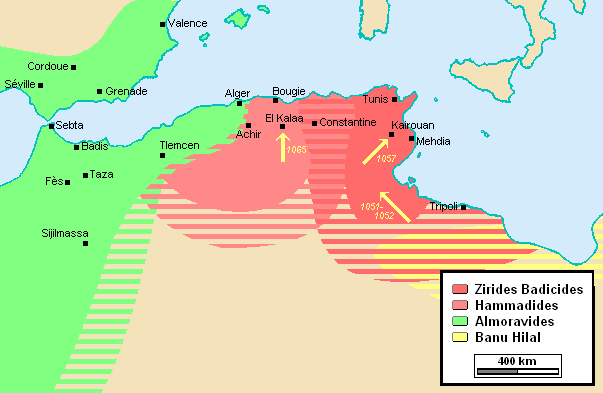
Государства Зиридов и Хаммадидов во время нашествия бану хиляль во 2-й половине XI века

Когда в 1048 году Зириды отреклись от шиитского ислама и признали халифат Аббасидов, Фатимиды отправили в Ифрикию арабские племена Бану Хиляль и Бану Сулайм («Хилялийское нашествие»). Зириды потерпели поражение, и земля была опустошена бедуинскими завоевателями. Возникшая в результате этого анархия опустошила ранее процветавшее сельское хозяйство, и прибрежные города приобрели новое значение как каналы для морской торговли и базы для пиратства против христианского судоходства, а также как последний оплот Зиридов.

## Амиры Зириды (главная ветвь)
- после 947—972 год Зири ибн Манад ас-Санхаджи
- 972—984 годы Бологгин ибн Зири
- 984—996 годы аль-Мансур ибн Бологгин
- 996—1016 годы Бадис ибн аль-Мансур
- 1016—1062 годы аль-Муизз ибн Бадис
- 1062—1108 годы Тамим ибн аль-Муизз
- 1108—1116 годы Яхья ибн Тамим
- 1116—1121 годы Али ибн Яхья
- 1121—1163 годы Хасан ибн Али

## Боковые ветви

### АмирыГранады
- 1013—1019 годы Зави ибн Зири
- 1019—1020 годы Ибн Зави
- 1020—1038 годы Хаббус аль-Музаффар
- 1038—1073 годы Бадис ибн Хаббус
- 1073—1090 годы Абдаллах ибн Бологгин

### АмирыМалаги
- 1058—1073 годы Бадис ибн Хаббус
- 1073—1090 годы Тамим ибн Булуггин

### Хаммадиды
- Хаммад ибн Бологгин, 1014—1028
- аль-Каид ибн Хаммад, 1028—1045
- Мухсин ибн аль-Каид, 1045—1046
- Бологгин ибн Мухаммад ибн Хаммад, 1046—1062
- ан-Насир ибн Альнас ибн Хаммад, 1062—1088
- аль-Мансур ибн Насир, 1088—1104
- Бадис ибн аль-Мансур, 1104
- Абд аль-Азиз ибн аль-Мансур, 1104—1121
- Яхья ибн Абд аль-Азиз, 1121—1152